# U-111 (1940)
U-111 — большая океанская немецкая подводная лодка типа IX-B, времён Второй мировой войны. Заложена 20 февраля 1940 года на верфи AG Weser в Бремене. Заводской номер 976. Спущена на воду 15 сентября 1940 года.

## Служба
Введена в строй 19 декабря 1940 года. Входила во 2-ю флотилию. С 19 декабря 1940 года по 30 апреля 1941 года использовалась как тренировочная п/л.
Лодка совершила два боевых похода, потопив 4 судна (24.176 брт) и повредив 1 судно (13.037 брт). В море 116 суток.
4 октября 1941 потоплена юго-западнее Тенерифе в точке с координатами 27°15′ с. ш. 20°27′ з. д. глубинными бомбами английского противолодочного траулера «Lady Shirley».
Командиром лодки на протяжении всей её карьеры был капитан-лейтенант Вильгельм Клейншмидт.

### Первый поход
05.05.41 — 07.07.41, 64 суток
 2 судна потоплено — 9.983 брт. и 1 судно повреждено — 13.037 брт.
5 мая 1941 года лодка вышла в свой первый поход в Северную Атлантику из Вильгельмсхафена.
19 мая подводная лодка U-94 у южных берегов Гренландии обнаружила конвой HX-126 под эскортом всего одного корабля. В результате к 20 мая собралась «волчья стая» из 6 немецких лодок, одной из которых была и «U-111». В итоге на счету лодки оказался один повреждённый танкер. На помощь конвою вышла 12-я эскортная группа под командованием Хоурда-Джонстона в составе пяти эсминцев, четырёх корветов и двух вооружённых траулеров, но к этому времени конвой уже рассеялся.
С подходом большого количества эскортных кораблей в район боя Дениц приказал лодкам отойти на юг, а «U-111» продолжать преследование конвоя с передачей время от времени его координат. Расчет основывался на том, что англичане запеленгуют «U-111» и будут вынуждены послать последующие конвои южнее, где их перехватят оставшиеся лодки. Преследуя конвой, «U-111» потопила отставший от него пароход «Барнби».
В это время на просторах Атлантики разыгрывалась драма с преследованием англичанами линкора Бисмарк. Линкор был уже поврежден, в связи с чем Дениц предложил сосредоточить на пути его отхода подводные лодки, которые должны были перехватить преследующие английские корабли. Одной из этой лодок должна была стать и «U-111», предварительно заправившаяся с немецкого танкера «Бельхен». Замысел не удался и «U-111» вернулась к обычному патрулированию, но ненадолго.
В это время патрулировавшие в районе 41-го меридиана западной долготы, южнее Гренландии, подводные лодки перестали находить цели. Дениц пришёл к выводу, что англичане изменили схему маршрутов и направляют конвои севернее, вплотную к Гренландии. В связи с этим Дениц с одобрения Редера приказал «U-111» произвести разведку маршрута вдоль Гренландии от мыса Рейс до пролива Белл-Айл. При этом она должна была не вступать в бой и сохранять полное радиомолчание. Выполняя приказ, лодка достигла побережья Ньюфаундленда, став первой немецкой субмариной, действующей у берегов Северной Америки. Но в итоге Клайншмидт так никого и не нашёл, о чём и доложил, отойдя на приличное расстояние от Америки.
Дойдя в этом походе до берегов Канады и потопив два судна из составов Северо-Атлантических конвоев, лодка пришла в свою новую базу, в Лорьян.

### Второй поход
14.08.41 — 04.10.41, 52 суток
 2 судна потоплено — 14.193 брт., лодка ПОГИБЛА 
В свой второй поход «U-111» вышла 14 августа из Лориана. На борту «U-111» находилось 18 торпед, из которых четыре — в контейнерах на верхней палубе. Путь её лежал к берегам Бразилии. С наступлением темноты «U-111» была атакована английской подводной лодкой и лишь случайно избежала попадания торпеды.
10 сентября лодка в районе Амазонки потопила голландский теплоход «Маркен».
20 сентября в том же районе после двух атак был потоплен английский теплоход «Чингалесский принц», также шедший самостоятельно в Англию. Во время первой атаки было выпущено три торпеды, но безуспешно. Через пять часов была предпринята вторая атака, во время которой обе выпущенные торпеды попали в цель, и судно затонуло. Обе атаки производились ночью.
В связи с тем, что по подсчетам штаба запас топлива на лодке подходил к концу и его осталось ровно только для возвращения в базу, «U-111» было приказано встретиться с «U-68», передать ей оставшиеся торпеды и возвратиться в базу. Эта встреча должна была состояться у острова Санту-Антан, входящего в группу островов Зелёного мыса (Кап-Верде). Встреча с «U-68» произошла, как и было назначено, в 200 м от берега. Перегрузка торпед на «U-68» заняла два часа. Выгрузка торпед из лодки оказалась при этом чрезвычайно трудной. Команда «U-111» своим торпедопогрузочным устройством извлекала наверх торпеду и с помощью кран-балки опускала её на воду. Удерживая торпеду на воде силами команды надувной лодки, её буксировали к борту «U-68», где стопорили и поднимали на кран-балке. Далее погрузка в лодку производилась по-штатному.
На случай встречи с противником командир «U-111» оставил несколько торпед. В 3 ч. 00 м «U-111» направилась к выходу из залива. Через некоторое время лодка остановилась, поджидая «U-68» и рассчитывая выйти вместе с ней. Поскольку «U-68» запаздывала, «U-111» стала продвигаться вперед. На мостике находились командир лодки, помощник командира и сигнальщик. Через некоторое время на горизонте был обнаружен силуэт корабля, в действительности оказавшийся английской подводной лодкой «Клайд», и «U-111» срочно погрузилась, после чего шла в течение двух часов в подводном положении. Затем всплыла и направилась на запад для встречи с «U-67». Около 3 ч. 30 м в этот же район прибыла и сама «U-67».
Она была обнаружена английской лодкой «Клайд», которая была прислана в этот район, так как встреча подлодок была известна в Лондоне из-за перехвата и расшифровки Энигмой немецких сообщений. Английская лодка попыталась её торпедировать, но «U-67» упредила противника и сама нанесла таранный удар в корму «Клайд», о чём сообщила высшему командованию: «Таранила британскую подводную лодку».
Вскоре высшее командование запросило, сколько торпед осталось на «U-67», «U-68» и «U-111». После получения сведений было приказано торпеды и особенно жидкое топливо перегрузить с «U-67» на «U-68» и возвращаться 1-й на базу. «U-111» возвращаться на базу приказано было немедленно. В это время Клайншмидт получил сведения, что в 400 милях западнее Лас-Пальмас находится транспорт (9000 брт.) из состава конвоя «SL-87», повреждённый торпедой, и что ему на помощь был выслан буксир. Поскольку транспорт находился на пути следования лодки в базу, командир лодки решил найти и потопить его.
В течение 2 и 3 октября «U-111» вела поиск транспорта. В 8 ч. 40 м 4 октября лодка, находясь в 200 милях на юго-запад от Тенерифе, была обнаружена английским траулером.
Клайншмидт сам обнаружил траулер, но, приняв его за торговое судно, погрузился и стал выходить в атаку. Траулер же начал преследовать лодку. На «U-111» был слышен шум от винтов траулера, но командир посчитал, что это шумы большого транспорта, находящегося на расстоянии. Свою ошибку он понял, когда последовал взрыв глубинных бомб. Лодка получила ряд повреждений. Командир лодки, не использовав возможности проведения подводного ремонта, поспешил всплыть. Пущенные же дизели тотчас остановились, и машинное отделение наполнилось густым дымом вследствие подъёма воды, проникшей из кормовой части. Об этом было доложено командиру. Не выяснив причин в характере повреждений, он приказал снова погрузиться, но было поздно: лодка, оказавшись от траулера всего в 500 м, подверглась обстрелу. Командир лодки открыл люк боевой рубки, поспешно поднялся на мостик в сопровождении двух офицеров и старшины артиллериста и с дистанции 500 м открыл огонь по траулеру из 20-мм орудия. Этим огнём они убили одного моряка из 14-и человек экипажа траулера. Ответным артогнём с траулера на лодке была повреждена нижняя часть боевой рубки с перископом. На лодке были убиты наводчик и три моряка, подносивших снаряды. Воспользовавшись тем, что на лодке временно прекратилась стрельба, траулер открыл беглый огонь, который не давал команде лодки возможности подносить снаряды к орудиям и этим лишил её защиты. Вскоре прямым попаданием снаряда с траулера был убит командир лодки и ещё два офицера: старший вахтенный офицер Гельмут Фухе и второй вахтенный офицер Фридрих-Вильгельм Розинг, младший брат Ганса-Рудольфа Розинга. Дизели, пущенные во время боя, снова остановились из-за подъёма воды в дизельном отсеке. Кроме этого, после взрыва глубинных бомб «U-111» никак не могла избавиться от дифферента.
Вскоре подводная лодка почти остановилась и стала быстро погружаться кормой. Принявший командование лодкой после гибели офицеров механик Ганс-Йоахим Хайнеке приказал открыть кингстоны и покинуть лодку. Траулер прекратил огонь. В 10 ч. 19 м оставшийся экипаж вышел на палубу, и через четыре минуты «U-111» затонула.
Траулер «Леди Ширли» выловил из воды 45 человек и доставил их в Гибралтар. Один матрос ещё на борту умер, доведя потери экипажа до 8-и человек, включая командира.

## Список побед
Потопленные и повреждённые суда:
| Дата             | время, CET | Название судна   | Тип            | Тоннаж, брт | Принадлежность | Груз                                                             | Конвой | Место потопления          | Судьба                      |
| ---------------- | ---------- | ---------------- | -------------- | ----------- | -------------- | ---------------------------------------------------------------- | ------ | ------------------------- | --------------------------- |
| 13 Мая 1941      | 11:41      | Somersby         | Пароход        | 5170        | Великобритания | 8300 тонн зерна                                                  | SC-30  | 60°39′ с. ш. 26°13′ з. д. | отстал от конвоя, потоплен  |
| 20 Мая 1941      | 16:44      | San Felix        | Паровой танкер | 13037       | Великобритания | в балласте                                                       | OB-322 | 57°32′ с. ш. 40°21′ з. д. | конвой рассеялся, поврежден |
| 22 Мая 1941      | 13:40      | Barnby           | Пароход        | 4813        | Великобритания | 7250 тонн муки                                                   | HX-126 | 60°30′ с. ш. 34°12′ з. д. | конвой рассеялся, потоплен  |
| 10 Сентября 1941 |            | Marken           | Теплоход       | 5719        | Нидерланды     | самолеты                                                         |        | 01°36′ с. ш. 36°55′ з. д. | потоплен                    |
| 20 Сентября 1941 |            | Cingalese Prince | Теплоход       | 8474        | Великобритания | 11.156 тонн общего груза, включая руду марганца и чугун в чушках |        | 02°00′ ю. ш. 25°30′ з. д. | потоплен                    |